# Julien Hériteau
Julien Hériteau (Francia, 12 de septiembre de 1994) es un jugador profesional francés de rugby que se desempeña en la posición de centro exterior en ASM Clermont Auvergne, equipo perteneciente a la liga Top 14.

## Carrera
Hériteau es un jugador de formación francesa (JIFF). Comenzó su carrera deportiva con el equipo US Lectoure, en el cual jugó tres temporadas (2007-2010), después pasó a Sporting Union Agen (2010-2019), luego a Rugby Club Toulonnais (2019-2022), posteriormente a ASM Clermont Auvergne, donde lleva jugando dos temporadas.